# Isabel Bishop
Isabel Bishop (Cincinnati (Ohio), 3 de marzo de 1902 - 19 de febrero de 1988) fue una pintora y diseñadora gráfica estadounidense.

## Biografía
Bishop nació en Cincinnati (Ohio) y fue criada en Detroit (Míchigan) antes de mudarse a Nueva York cuando tenía 16 años para estudiar ilustración en la New York School of Applied Design for Women. Luego de dos años, decidió estudiar pintura en lugar de ilustración y transfirió a la Liga de estudiantes de arte de Nueva York, en donde estuvo por cuatro años hasta 1924. A principios de los años 1920 también estudió y pintó en Woodstock (Nueva York).
Durante los años 1920 y los años 1930, Bishop desarrolló un estilo realista para pintar, generalmente representando a mujeres durante su rutina diaria en las calles de Manhattan. Sus obras estaban influenciadas por Peter Paul Rubens y otros pintores neerlandeses a quienes Bishop descubrió durante sus viajes a Europa. En 1932, empezó a exhibir sus trabajos más frecuentemente en las recién inauguradas Midtown Galleries, en donde expondría sus trabajos durante el resto de su carrera.
Bishop regresó a la Liga de estudiantes de arte como profesora entre 1936 y 1937. Murió el 19 de febrero de 1988, a los 85 años.